# وزارت دفاع جمهوری آذربایجان
وزارت دفاع جمهوری آذربایجان (ترکی آذربایجانی: Azərbaycan Respublikası Müdafiə Nazirliyi) یکی از ۱۸ وزارتخانهٔ دولت آذربایجان و عهده‌دار پشتیبانی، هماهنگی، برنامه‌ریزی، و توسعه توان دفاعی نیروهای مسلح جمهوری آذربایجان می‌باشد. در حال حاضر، ژنرال ذاکر حسن‌اف سکاندار مقام وزارت دفاع است.

## تاریخچه

### عهد جمهوری دمکراتیک آذربایجان
در اولین هیئت دولت جمهوری دمکراتیک آذربایجان که، به تاریخ ۲۸ مه سال ۱۹۱۸ تشکیل گردید و ژنرال «خسروبیک سلطانف» به ریاست وزارت دفاع گماشته شد.
طبق برنامه اقدام برای امور تشکیل نیروهای مسلح جمهوری دمکراتیک آذربایجان، قرار بود تشکیل مهم‌ترین بخش‌های ساختاری ارتش تا ۱ نوامبر ۱۹۱۹ تکمیل شود. در طی این زمان باید تشکیل و سازمان‌دهی دو لشکر سواره‌نظام منقسم بر سه هنگ، لشکر توپخانه، یک تلگراف شامل واحدهای ویژه، یگان‌های مسلسل‌چی، هنگ سواره‌نظام دارای سه لشکر، نیروی هوایی و گردان راه‌آهن تکمیل می‌گردید. یکی از مسائل مهم تشکیل وزارت دفاع بود. با اینکه وظیفه وزیر رفاع به‌طور رسمی تأسیس نشده بود، ولی خسروبیک سلطانف متولی این سمت از ۲۸ می ۱۹۱۸ تا ۱۱ ژوئن بود. در ۲۳ اکتبر همان سال فرمانی در خصوص تأسیس وزارت دفاع صادر گردید.
تأسیس وزارت دفاع در ۷ نوامبر به‌طور رسمی اعلام و فتحعلی‌خان خویسکی به ریاست آن برگزیده شد. جمهوری تازی تأسیس دمکراتیک آذربایجان در ۲۶ ژوئن دستوری برای تأسیس ارتش ملی صادر کرد، که به موجب آن نیروهای مسلح جمهوری آذربایجان دایر گردید.
پس از انقراض جمهوری دمکراتیک آذربایجان به دست بلشویک‌ها در سال ۱۹۲۰، نیروهای مسلح جمهوری آذربایجان تحت فکمفرمایی شوروی به حیات خود استمرار داد.

### دوره جمهوری آذربایجان
بنا به فرمان شورای عالی جمهوری آذربایجان در ۵ سپتامبر سال ۱۹۹۱ وزارت دفاع در آذربایجان که، هنوز جزوی از شوروی بود و به استقلال نرسیده بود، بنیان گردید و ژنرال «واله برشادلی» افسر سرشناس ارتش شوروی به عنوان وزیر دفاع منصوب شد.
در بدو تأسیس، وزارتخانه دارای یک خودرو و هر یک از افسران نیز ۴ تا اسلحه داشت، که یکی از آنها سلاح کمری ماکارف بود. افسران با خرید لوازم دفتر با هزینه خودشان آیین‌نامه و سایر اسناد خدمتی را در خانه‌هایشان تدوین نموده‌اند. بعد از تأسیس وزارت دفاع، مذاکرات زیادی بر سر ایجاد نیروهای مسلح در جریان بود. سرانجام تصمیم «شورای عالی» بر آن شد، که نیروهای مسلح بر اساس ارتشی دارای شیوه سربازگیری اجباری تشکیل گردد.

## وزیران دفاع جمهوری آذربایجان

### جمهوری دمکراتیک آذربایجان
- ژنرال «خسرو بیگ سلطانف» (۲۸ مه ۱۹۱۸ تا ۱۱ ژوئن ۱۹۱۸)
- فتحعلی‌خان خویسکی (۱۸ نوامبر ۱۹۱۸ الی ۲۵ دسامبر ۱۹۱۸)
- صمدبیگ مهماندارف (۲۵ دسامبر ۱۹۱۸ تا ۱ آوریل ۱۹۲۰)

| № | ریاست | ریاست                                                 | مدت اعتبار         | مدت اعتبار       | مدت اعتبار | حزب سیاسی | دولت                       | انتخاب شد | مراجع  |
| № | تصویر | نام                                                   | انتصاب             | انفصال           | روزها      | حزب سیاسی | دولت                       | انتخاب شد | مراجع  |
| - | --- | ----------------------------------------------------- | ------------------ | ---------------- | ---------- | --------- | -------------------------- | --------- | ------ |
| ۱ | | «خسروبیگ سلطانف» «Xosrov bəy Sultanov" (۱۸۷۹ تا ۱۹۴۷) | ۲۸ مه سال ۱۹۱۸     | ۱۱ ژوئن سال ۱۹۱۸ | ۱۵+        | اتحاد     | ۱. رسول‌زاده                | ۱۹۱۸      | [ ۸ ]  |
| ۱ | برندهٔ نبرد باکو بوده‌است؛ دو لشکر سواره‌نظام عبارت از سه هنگ، واحد توپخانه، تلگراف ویژه، سواره‌نظام، گروه‌های مسلسل‌چی و گردان‌های راه‌آهن را بنیان‌گذاری نموده‌آست. | «خسروبیگ سلطانف» «Xosrov bəy Sultanov" (۱۸۷۹ تا ۱۹۴۷) |                    |                  |            |           |                            |           | [ ۸ ]  |
| ۲ | | فتحعلی‌خان خویسکی Fətəli-xan Xoyski (۱۸۷۵ تا ۱۹۲۰)     | ۷ نوامبر سال ۱۹۱۸  | ۲۵ دسامبر ۱۹۱۸   | ۴۸         | مستقل     | ۲. «علیمردان‌بیگ توپچی‌باشف» | ۱۹۱۸      | [ ۹ ]  |
| ۲ | |                                                       |                    |                  |            |           |                            |           | [ ۹ ]  |
| ۳ | | صمدبیگ مهماندارف Səməd bəy Mehmandarov (۱۸۵۵ تا ۱۹۳۱) | ۲۵ دسامبر سال ۱۹۱۸ | ۲۸ آوریل ۱۹۲۰    | ۷۳۱        | مستقل     | ۳. «علیمردان‌بیگ توپچی‌باشف» | ۱۹۱۸      | [ ۱۰ ] |
| ۳ | شورش سال ۱۹۲۰ گنجه؛ نتوانست از یورش ارتش سرخ به جمهوری دمکراتیک آذربایجان جلوگیری کند.                                                                      | صمدبیگ مهماندارف Səməd bəy Mehmandarov (۱۸۵۵ تا ۱۹۳۱) |                    |                  |            |           |                            |           | [ ۱۰ ] |

### سران ادارهٔ ارتش آذربایجان شوروی
در دوران شوروی، در آذربایجان یک اداره موسوم به «کمیساریای خلق» وجود داشت که وظایف وزارت دفاع را عهده‌دار بود.
| № | ریاست | ریاست                                              | انتصاب            | انتصاب           | انتصاب | حزب سیاسی          | دوات          | انتخاب شد | مراجع  |
| № | تصویر | نام                                                | انتصاب            | انفصال           | روزها  | حزب سیاسی          | دوات          | انتخاب شد | مراجع  |
| - | ----- | -------------------------------------------------- | ----------------- | ---------------- | ------ | ------------------ | ------------- | --------- | ------ |
| ۱ |       | «چنگیز ایلدیریم» Çingiz İldırım (۱۸۹۰ الی ۱۹۳۸)    | ۲۸ آوریل سال ۱۹۲۰ | ۵ ژوئن ۱۹۲۰      | ۳۸     | کمونیست (بلشویک‌ها) | ۱. حسینف I    | —         | [ ۱۱ ] |
| ۱ |       |                                                    |                   |                  |        |                    |               |           | [ ۱۱ ] |
| ۲ |       | «علی‌حیدر قارایف» Aliheydar Garayev (۱۸۹۶ الی ۱۹۳۸) | ۵ ژوئن سال ۱۹۲۰   | ۲۰ ژوئن سال ۱۹۲۰ | ۱۵     | کمونیست (بلشویک‌ها) | 2. Hüseynov I | —         | [ ۱۲ ] |
| ۲ |       |                                                    |                   |                  |        |                    |               |           | [ ۱۲ ] |

### جمهوری آذربایجان
- سپهبد (ژنرال سه‌ستاره) «واله برشادلی» (۵ سپتامبر ۱۹۹۱ الی ۱۱ دسامبر ۱۹۹۱)
- «تاج‌الدین مهدیف» (۱۱ دسامبر ۱۹۹۱ تا ۱۷ فوریه ۱۹۹۲)
- «شاهین موسی‌اف» (موقت) (۱۷ فوریه ۱۹۹۲ تا ۲۴ فوریه ۱۹۹۲)
- «طاهر علی‌اف» (۲۴ فوریه ۱۹۹۲ تا ۱۶ مارس ۱۹۹۲)
- «رحیم قاضی‌اف» (۱۷ مارس ۱۹۹۲ تا ۲۰ فوریه ۱۹۹۳)
- سرلشکر «داداش رضایف» (۲۱ فوریه ۱۹۹۳ الی ۱۷ ژوئن ۱۹۹۳)
- ژنرال «صفر ابی‌اف» (موقت) (۱۷ ژوئن ۱۹۹۳ تا ۷ اوت ۱۹۹۳)
- سرلشکر «واحد موسی‌اف» (موقت) (۷ اوت ۱۹۹۳ تا ۲۵ اوت ۱۹۹۳)
- سپهبد «محمدرفیع محمدف» (۲ سپتامبر ۱۹۹۳ تا ۶ فوریه ۱۹۹۵)
- ژنرال «صفر ابی‌اف» (۶ فوریه ۱۹۹۵ الی ۲۲ اکتبر ۲۰۱۳)
- ژنرال ذاکر حسنف (۲۲ اکتبر ۲۰۱۳ تابه حال)